# Обелиск (повесть)
«Обелиск» (бел. Абеліск) — героическая повесть советского писателя Василя Быкова, написанная в 1971 году. В 1974 году за повести «Обелиск» и «Дожить до рассвета» Быков был удостоен Государственной премии СССР. В 1976 году повесть была экранизирована.

## Описание сюжета
Рассказчик, корреспондент городской газеты приезжает в деревню Сельцы на похороны деревенского учителя Павла Миклашевича. Миклашевич просил рассказчика помочь ему разобраться с неким вопросом, но тот всё откладывал. На поминках пенсионер Тимох Титович Ткачук грубо прерывает заведующего районо Ксендзова, требуя от него рассказать про Мороза. Ткачук уходит и рассказчик, раздосадованный, что успел только к поминкам, увязывается за ним. Ткачук и рассказчик проходят мимо обелиска, на который нанесены имена пятерых убитых гитлеровцами учеников местной школы, кто-то написал на обелиске фамилию Мороза. По дороге Ткачук рассказывает про Мороза.      
Ткачук работал заведующим районо и приехал в Сельцы, после жалобы учительницы на Мороза. Ткачук познакомился с Морозом и тот пришёлся ему по душе. Алесь Иванович Мороз был бескорыстным тружеником, всего себя отдавал делу, заботился о ребятах как о своих детях. Двум девочкам купил ботинки, чтобы они зимой могли ходить в школу, а Миклашевича, которого бил отец, поселил у себя дома. вопреки решению властей. Вскоре Мороз обретает большой авторитет в округе, крестьяне приходят к нему советоваться по разным вопросам. 
Приходит война. Немцы оккупируют Белоруссию. Ткачук присоединяется к партизанскому отряду Селезнёва. Он узнаёт что Мороз остался в Сельцах преподавать при немцах и тайком навещает его. Мороз заявляет, что его ученики не должны быть отравлены гитлеровской пропагандой, для этого он и продолжает работать при немцах. Крестьяне добывают радиопередатчик и Мороз распространяет сводки советского Информбюро по всей округе. Сам он не может присоединиться к партизанам, так как с детства сильно хромает.  
Весна 1942 года. Местный полицай Каин, с усердием служащий немцам, подозревает Мороза, заявляется к нему с обыском и допросом но ничего не находит. Небольшая группа ребят, сложившаяся вокруг Мороза решает отомстить Каину, несмотря на запрет учителя трогать полицаев. Ребята подпиливают опоры моста через речку, по которому должна была проехать машина с немцами и Каином. Однако расчёт не оправдался, машина ехала медленно и просто сползла с моста, погиб только один немец. Каин успевает заметить в лесу Колю Бородича, 16-летнего ученика Мороза, который уже был на подозрении у полиции. Полицаи арестовывают двух учеников Мороза а за ними и остальных участников покушения. Мороз, предупреждённый полицаем Лавченей, успевает скрыться и приходит в отряд Селезнёва.         
Партизанская связная передаёт ультиматум оккупантов: Мороз должен сдаться, иначе немцы перевешают всех задержанных. Все понимают, что немцы всё равно казнят учеников и Мороза, но тот самовольно возвращается в Сельцы. По дороге в полицейский участок Мороз отвлекает внимание конвоиров, чтобы его ученик Миклашевич смог бежать. Однако шальная пуля скашивает Миклашевича, конвоиры, посчитав его мёртвым, оставляют подростка в луже на дороге. Немцы вешают всех шестерых. Отец укрывает и выхаживает Миклашевича, но тот так и остаётся на всю жизнь с подорванным здоровьем и рано уходит из жизни. Миклашевич хотел, чтобы рассказчик помог ему восстановить доброе имя Мороза, но так и не успел. 
Машина с Ксендзовым подбирает двух героев. Ксендзов заявляет, что Мороз ничего путного не сделал, не убил ни одного немца и добровольно сдался в плен. Разгневанный Ткачук упрекает его в душевной близорукости и заявляет, что добьётся того, чтобы все узнали правду о Морозе. По его мнению, Мороз своим самопожертвованием "сделал больше, чем если бы убил сто немцев".

«А что крутить! Так и напиши: попал в плен. А дальше не наше дело». Так и написали.— В. Быков, «Обелиск»

— А что спрашивать? Вы же сами тот документ подписали. Про плен Мороза… — загорячился и Ксендзов.

— Подписал. Потому что дураком был, — бросил Ткачук.— В. Быков, «Обелиск»

## Художественные особенности

### Героизм
Повесть построена по схеме «рассказ в рассказе» и относится к направлению героической — один из основных персонажей повести Алесь Мороз поступает истинно героически, не попытавшись спастись, ибо для него в сложившейся ситуации другого достойного выхода просто-напросто не было, так как этот поступок не соотносился с какими-то отвлечёнными правилами поведения, а наоборот — с его пониманием человеческого и учительского долга. Повесть отражает достойную жизнь достойных благородных людей, которые в своей сущности не могут изменить себе и своим принципам; отражает те неизвестные подвиги и героизм, которые не были занесены в наградные листы и отмечены обелисками:

Это — малая частица поистине народного сопротивления врагу в годы войны, это художественный образ человеческого отказа жить по-волчьи, по законам фашистского «нового порядка».
В то же время и ученики Мороза — юные мальчики, как все чистые и серьёзные мальчики всех времён, не умеют рассчитывать в своих поступках и совсем не слышат предостережений своего рассудка, они прежде всего действуют — опрометчиво, и оттого трагически.

## Издания
Впервые издана на русском языке в переводе Галины Васильевны Куренёвой отдельным номером журнала Библиотека «Огонёк», № 2 за 1973 год (издательство «Правда»).
В 1988 году московским издательством «Детская литература» в серии «Библиотека юношества» произведение было издано совместно с другой повестью — «Сотников» (240 страниц, с иллюстрациями Г. Поплавского, перевод Г. Куренёвой, ISBN 5-08-001106-8).